# Amnistia Togliatti

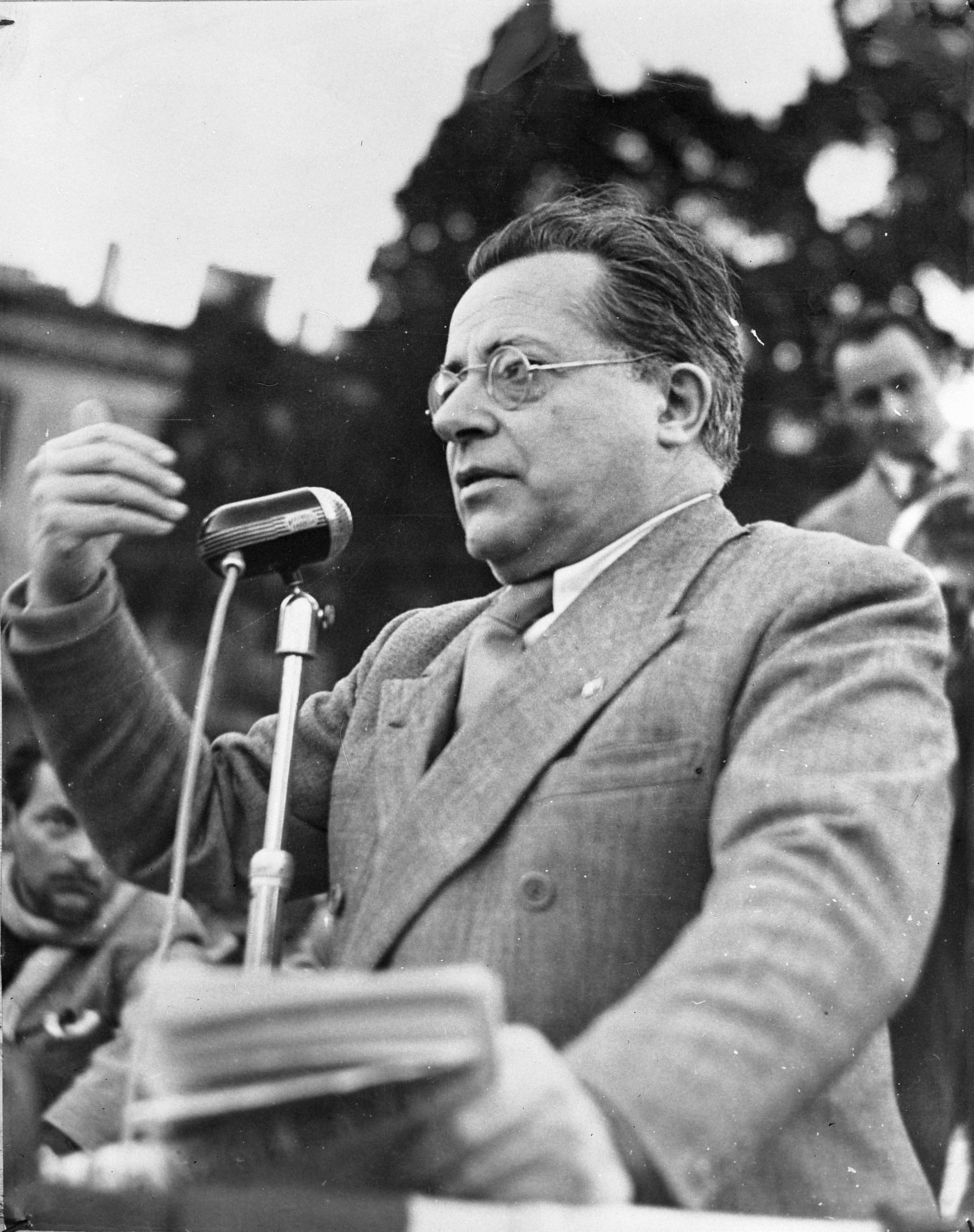
Palmiro Togliatti

La cosiddetta "amnistia Togliatti" fu un provvedimento di estinzione delle pene (decreto presidenziale 22 giugno 1946, n.4) proposto alla fine della Seconda guerra mondiale nella neonata Repubblica Italiana dal ministro di grazia e giustizia Palmiro Togliatti e approvato dal governo De Gasperi I.
Il provvedimento fu introdotto in un Paese dilaniato dal conflitto e dalla guerra civile scoppiata dopo l’armistizio di Cassibile del 3 settembre e il proclama Badoglio del successivo 8 settembre 1943. La guerra di liberazione sfociò in un periodo confuso e violento di giustizia sommaria, durante il quale la giustizia ordinaria dello Stato venne ristabilita gradualmente.
Il ministro Togliatti presentò il provvedimento di clemenza come giustificato dalla necessità di un “rapido avviamento del Paese a condizioni di pace politica e sociale”. L'amnistia comprendeva i reati comuni e politici, compresi quelli di collaborazionismo con il nemico e reati annessi, ivi compreso il concorso in omicidio (pene allora punibili fino ad un massimo di cinque anni); i reati commessi al Sud dopo l'8 settembre 1943; i reati commessi al Centro e al Nord dopo l'inizio dell'occupazione militare alleata.
L’emanazione del provvedimento di amnistia e le rapide scarcerazioni di massa provocarono immediatamente vaste reazioni negative nel Paese, tra i partigiani, la popolazione comune e le forze politiche.
L'amnistia fu il provvedimento cardine di un più lungo processo di transizione politica e di giustizia, teso ad un rapido superamento (nel segno della riabilitazione e dell'assoluzione) delle violenze della guerra civile e della liberazione. Tale processo era iniziato alla fine del 1945, aveva fondamenti politici e fu ulteriormente accelerato dall'operato della Corte suprema di cassazione.
L'amnistia del 1946 e i successivi provvedimenti ad essa collegati sono stati spesso fonte di forti controversie, associate alla costituzione della memoria storica sia del fascismo sia della resistenza.

## Contesto storico
Il provvedimento di amnistia del giugno 1946 fu introdotto in un Paese dilaniato dal conflitto e dalla guerra civile insorta dopo l’armistizio. La liberazione sfociò in un periodo confuso e violento di giustizia sommaria. La Repubblica Italiana era nata pochi giorni prima, il 2 giugno 1946, in base ai risultati di un referendum istituzionale indetto per determinare la forma di governo dopo la fine della Seconda guerra mondiale. La sete di giustizia, che nasceva dal ventennio di dittatura fascista e dalla repressione nazifascista, si mescolò ad antichi rancori e a vecchie e nuove tensioni politiche ed economiche. Nei dodici mesi precedenti l’amnistia, la giustizia ordinaria dello Stato venne ristabilita gradualmente, tra l’emergere del nuovo sistema politico e la sostanziale continuità dell’apparato statale.

### Dall'armistizio, attraverso la guerra civile, alla liberazione
Nel luglio 1943 le forze alleate sbarcarono in Sicilia. Il 3 settembre 1943 l’Italia firmò l’armistizio, arrendendosi senza condizioni agli Alleati, i quali le riconobbero il vago status di “cobelligerante”. Il Generale Badoglio annunciò l’Armistizio l’8 settembre. L’esercito italiano si dissolse e re Vittorio Emanuele III abbandonò Roma. Il periodo successivo all'armistizio fu drammatico e confuso. Subito dopo la caduta del regime, si diffusero assalti e saccheggi da parte della popolazione contro bersagli del Partito Nazionale Fascista o ritenuti ad esso associati. In pochi giorni si contarono decine di morti e centinaia di feriti, quasi esclusivamente causati dall'intervento dell’esercito e della pubblica sicurezza contro i manifestanti.

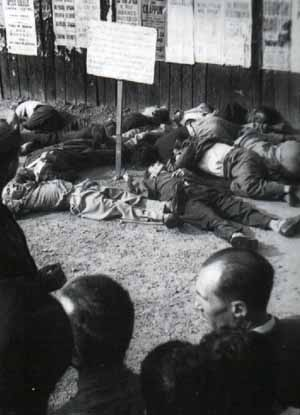
Eccidio nazifascista a Piazza Loreto, Milano, 10 agosto 1944.

L’esercito tedesco occupava l'Italia settentrionale e centrale. Mussolini insediò la Repubblica Sociale Italiana (RSI), controllata di fatto dalla Germania. La resistenza armata partigiana si diffuse, mentre gli Alleati bombardavano città ed infrastrutture. Gli operai in molte fabbriche scioperavano. Lo scontro bellico tra forze alleate e esercito tedesco generò al suo interno una guerra civile, che si diffuse in tutta l’Italia centro-settentrionale, mentre il fronte saliva verso nord, in un paese frantumato e con due governi. L’esercito nazista attuò una strategia del terrore, dirigendo le forze della RSI verso le forze partigiane e la popolazione civile. La prospettiva crescente di sconfitta alimentò un’ondata di repressione e violenza da parte delle forze della RSI, che si muovevano con una logica squadrista spesso senza un reale controllo centrale. Rastrellamenti, delazioni, arresti, torture, uccisioni e deportazioni colpirono sia partigiani sia civili. Lo scontro fu costellato da centinaia di eccidi. Le vittime civili di stragi e massacri, che colpirono dalle grandi città alle comunità più remote, sono state stimate in eccesso di 10 000.
Nel frattempo, prendeva piede la Campagna d'Italia: truppe alleate avanzarono dal sud, dove stabilirono il Governo Militare Alleato (Amgot), che si appoggiò alle élite locali, arroccate in una realtà sociale di arretratezza e sfruttamento. Nel gennaio 1944 le truppe alleate sbarcarono ad Anzio e raggiunsero Roma all'inizio di giugno. Nel centro-nord imperversava il conflitto e cresceva la resistenza partigiana. La RSI a gennaio processò e giustiziò alcuni dei gerarchi che avevano votato la destituzione di Mussolini; a febbraio introdusse la pena di morte per i renitenti alla leva. Le forze politiche antifasciste cominciarono a riorganizzarsi.  Nell'aprile venne costituito il governo Badoglio (Partito Democristiano, Partito Socialista, Partito Comunista, Partito d’Azione, Partito Liberale, Partito Democratico del Lavoro). Due mesi dopo fu la volta del primo Governo Bonomi. Il secondo governo Bonomi venne costituito nel dicembre 1944, dopo la fuoriuscita del Partito d’Azione e del Partito socialista. Lo scontro militare e la repressione nazi-fascista continuarono durissimi per tutto l’inverno, fino all'avanzata finale delle forze alleate nella primavera successiva, l’inasprirsi della lotta partigiana e l’insurrezione nelle principali città nell'aprile 1945. Nello stesso mese Mussolini e altri gerarchi vennero catturati e giustiziati dai partigiani. Il 7 maggio 1945 fu firmata la resa incondizionata dell’esercito tedesco. 

### Insurrezione e violenza post-bellica

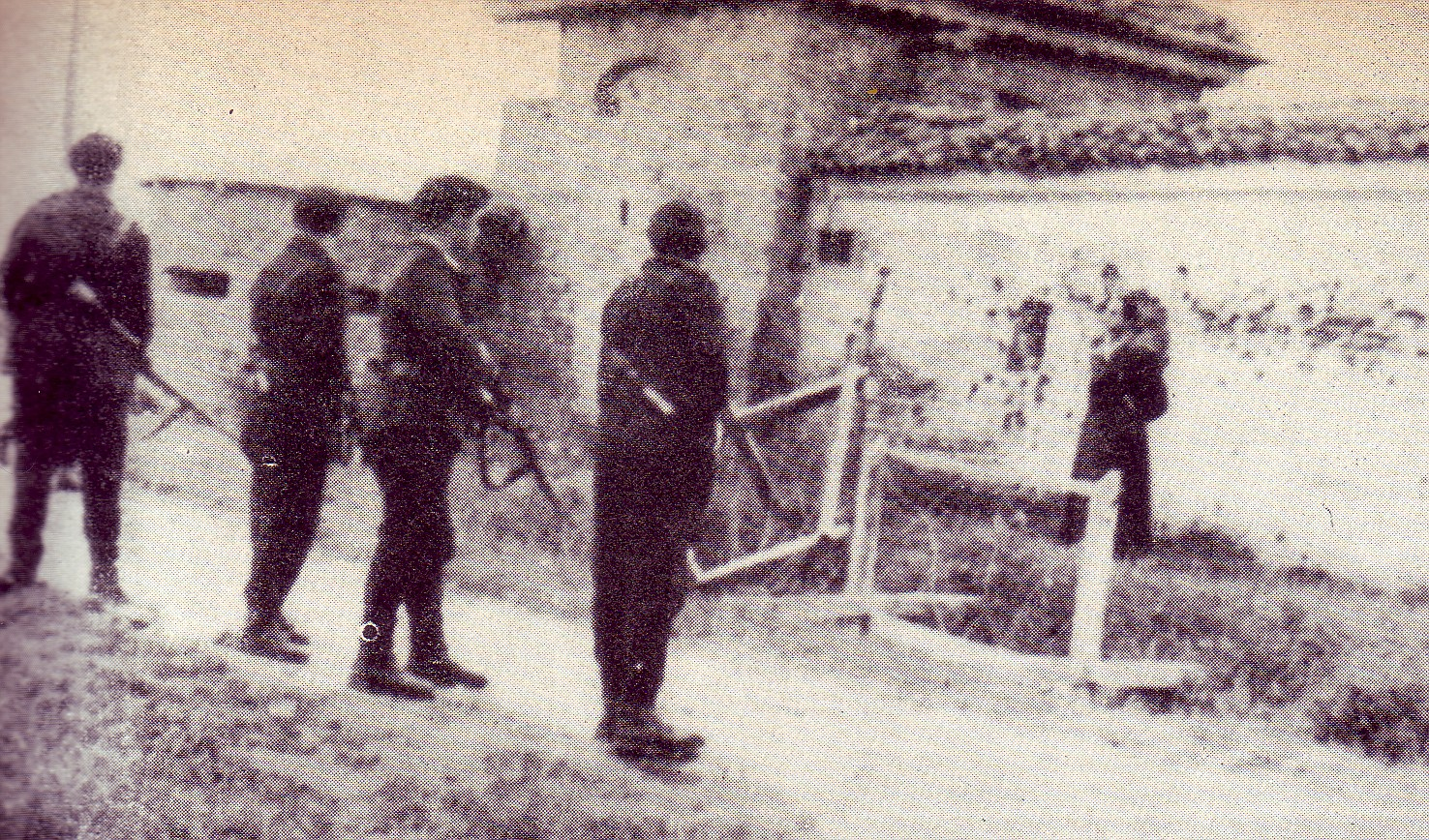
Fucilazione del prefetto fascista di Vercelli Michele Morsero, 2 maggio 1945.

Le settimane a cavallo della liberazione furono convulse e sanguinose, tra tribunali partigiani approssimativi, vendette ed esecuzioni sommarie a carico di gerarchi e altri fascisti. Ci fu una diffusa partecipazione popolare nella repressione dei fascisti e molti atti di violenza incontrollata, dove gli istinti di rivalsa e vendetta si mischiavano talora a violenza comune. Il numero di uccisioni causate dall'insurrezione dopo la liberazione è incerto ed è stato molto dibattuto: le stime più citate parlano di circa 10 000-15 000 morti.
Gli Alleati cercarono di perseguire rapidamente smobilitazione e disarmo dei partigiani. Molti resistevano al disarmo e la smobilitazione si protrasse per mesi, durante i quali continuarono episodi di violenza e giustizia sommaria, legati a un confuso misto di istanze della Resistenza e motivi politici più generali e fintanto lotta di classe. Ci furono ordini contro la giustizia sommaria da parte sia delle organizzazioni partigiane, sia degli Alleati, ma la frammentazione delle forze partigiane e il clima generale li resero poco efficaci. La giustizia sommaria si diffuse e prese di mira per lo più associati al fascismo, ma anche accusati di delazione, proprietari terrieri e persone comuni.
«Quindi un monito oggi esce dalle nostre labbra, dettato dalla più intima convinzione: - Basta con le uccisioni proditorie dei fascisti. Basta con gli omicidi impuniti. Senza retorica, senza declamazioni contrarie ai nostri temperamenti, avvertiamo tutti coloro che durante le masturbazioni serotine dei loro cervellini sfatti e criminali congetturassero di compiere prodezze del genere, di desistere a priori, poiché la voce della giustizia oggi è purtroppo assente dalla nostra Italia, vi è però un’altra voce che può farsi sempre udire ed è quella dei nostri mitra che noi teniamo in serbo per il delinquente che volessero infierire su esseri indifesi ed inermi. La legge della rappresaglia, impostaci in questo caso, verrebbe da noi applicate con estrema decisione ed energia. Intenda chi deve intendere.»

— Lotta Fascista, Marzo 1946
Durante l’estate del 1945, l’avvio del lavoro dei tribunali ordinari si sovrappose alla continuazione di episodi di giustizia sommaria da parte di partigiani o altri. La violenza era alimentata della sete di giustizia e dalla mancanza di fiducia nella giustizia di Stato. Ci furono numerose incursioni nelle carceri ed esecuzioni sommarie di fascisti incarcerati, nonché aggressioni a fascisti rientrati nei loro luoghi di origine. Le motivazioni della Resistenza si mischiarono a vecchi rancori e a ragioni economiche, in un tessuto sociale fratturato dopo i decenni di dittatura e repressione, guerra e insurrezione.Nel clima di illegalità diffusa, assieme alla violenza di ispirazione politica, si moltiplicarono i crimini comuni, come le rapine a mano armata.
Episodi di violenza politica continuarono anche tra il 1945 e 1946. Ci furono diversi omicidi che vennero condotti da o furono attribuiti a partigiani comunisti. Le vittime inclusero anche persone non legate al fascismo. Molti di questi episodi ebbero vasta risonanza. Crebbe la sensazione di un nuovo crescente confronto politico che superava l’istanza della Resistenza; la violenza in periferia soggiaceva all'antagonismo e alla ricerca di nuovi equilibri politici tra le forze che ora ambivano a gestire il paese, principalmente la Democrazia Cristiana e il Partito Comunista Italiano. Si diffuse il crescente timore di un nuovo conflitto violento e di forze insurrezionali comuniste. Al contempo, piccoli gruppi di reduci della RSI tentarono di riorganizzarsi e condussero azioni dimostrative.

### Giustizia post-bellica
«Uno dei più importanti tra i compiti che spettano ai comitati provinciali è quello di organizzare con la necessaria rapidità l’opera di eliminazione e punizione dei fascisti repubblicani e loro complici attraverso i necessari provvedimenti di polizia e gli opportuni procedimenti giudiziari, al fine, da un lato, di impedire agli avversari di svolgere ulteriormente opera nociva, e dall'altro di dare esempi di severa e inflessibile giustizia punitiva, che valgano a restaurare l’ordine morale, impedendo altresì eccessi e giudizi sommari. Al momento dell’occupazione gli Alleati dovranno trovarsi in presenza di una giustizia politica già in pieno funzionamento, che essi non abbiano interesse a toccare: per evidenti ragioni di dignità deve essere il popolo italiano stesso ad applicare le opportune sanzioni ai responsabili del regime autocratico e della avventura imperialistica.
Il compito indicato dovrà essere assolto dai comitati provinciali attraverso una speciale Commissione di giustizia,[…] La Commissione non compierà al riguardo una valutazione puramente giuridica, ma si atterrà ad evidenti criteri di opportunità politica; per quanto possa apparire necessario tranquillare la coscienza pubblica con pronte riparazioni giudiziarie, non si dovrà dimenticare che taluni dei colpevoli di delitti odiosi, come torture e sevizie ai detenuti politici, andranno giudicati in un secondo tempo, con adeguate istruttorie e larghezza di pubblicità atta ad illuminare l’opinione internazionale sui metodi fascisti e sul regime di terrore giudiziario gravante sul popolo italiano.»

— Ai CLINI regionali e provinciali, 16 agosto 1944. ISML, CLNAI, b. 1, fase. 2 (II), s. fase. 8. In Grassi, 1977
Durante la fase finale del conflitto, il movimento della resistenza cominciò a preparare la gestione della giustizia contro i gerarchi e personale fascista ed in particolare i membri della Repubblica Sociale, identificati come collaborazionisti con l’occupazione tedesca. Dall'estate del 1944 i comitati di liberazione si prepararono ad istituire tribunali popolari e commissioni per l’epurazione.
Nel luglio 1944, in pieno conflitto civile in nord Italia e prima del picco della repressione nazi-fascista, il governo Bonomi varò la prima norma volta a perseguire i reati fascisti. Il decreto legislativo luogotenenziale 27 luglio 1944, n. 159 stabilì nuove forme di reato e ne affidò la giustizia alle corti ordinarie, salvo per i più alti gerarchi fascisti. Esso annullò le norme penali pre-esistenti che tutelavano le istituzioni fasciste; previde l’ergastolo e reintrodusse la pena di morte per i membri del governo fascista e i gerarchi "colpevoli di aver annullate le garanzie costituzionali, distrutte le libertà popolari, creato il regime fascista, compromesse e tradite le sorti del Paese condotto all'attuale catastrofe" (Art. 2); e assoggettò alle vigenti norme penali gli squadristi, e quanti erano stati responsabili "dell’insurrezione del 28 ottobre 1922 del colpo di Stato del 3 gennaio 1925" (Art. 3, che fa riferimento alle date della marcia su Roma del 1922 e al discorso di Mussolini del gennaio 1925). L’Art. 5 introdusse il reato di collaborazionismo con l’esercito tedesco, punibile in base al Codice penale militare di guerra, e applicabile sia a militari sia a dei civili. Gli imputati principali (per i crimini identificati dall'Art. 3) erano perseguiti presso l'Alta corte di giustizia per le sanzioni contro il fascismo, stabilita dallo stesso Decreto; mentre gli altri imputati minori erano affidati alla magistratura ordinaria. Le sentenze dell’Alta Corte non erano appellabili.
Il 25 aprile 1945, il Comitato di Liberazione Nazionale Alta Italia (CLNAI) istituì i Tribunali del popolo. Questi non traevano la loro legittimità dalle leggi ordinarie, ma dai Comitato di Liberazione Nazionale (CLN), che designavano sia i giudici popolari, sia i giudici e pubblici ministeri. Le funzioni di pubblico ministero erano attribuite a Commissioni di giustizia che fungevano anche da polizia politica, organi inquirenti e organi di controllo politico sull'attività dei tribunali. Ad essi il CLNAI attribuì il mandato di trattare tutti i delitti fascisti commessi sin dal 1922.
«Si considera in ogni caso che abbiano collaborato col tedesco invasore, o che gli abbiano prestato aiuto od assistenza, coloro che hanno rivestito una delle seguenti cariche o svolto una delle seguenti attività, successivamente all'instaurazione della cosiddetta repubblica sociale italiana: 
1) ministri o sottosegretari di stato del sedicente governo della repubblica sociale italiana o cariche direttive di carattere nazionale nel partito fascista repubblicano; 
2) presidenti o membri del tribunale speciale per la difesa dello stato o dei tribunali straordinari istituiti dal predetto governo ovvero vi abbiano sostenuto la pubblica accusa; 
3) capi di provincia o segretari o commissari federali od altre equivalenti; 
4) direttori di giornali politici; 
5) ufficiali superiori in formazioni di camicie nere con funzioni politico-militari. 
Coloro che, nelle cariche e funzioni sopra elencate, hanno assunto più gravi responsabilità e, in ogni caso, coloro che hanno ricoperto le cariche o esplicato le funzioni indicate nei numeri 1 e 2 del comma precedente sono puniti con le pene stabilite dagli articoli 51 e 54 del Codice penale militare di guerra; negli altri casi, si applica l'art. 58 del Codice stesso. 
Quando i fatti commessi integrino altre figure di reato, sono salve le pene relative, a termini del Codice penale militare di guerra.»

— Decreto Legislativo Luogotenenziale 22 aprile 1945, n. 142
Tre giorni prima dell’emanazione della direttiva del CLNAI, nell'imminenza della liberazione, il governo Bonomi emanò un decreto per evitare lo scivolamento verso una giustizia rivoluzionaria.Il D.Lgs.Lgt. 22 aprile 1945, n. 142 rafforzò la presunzione di colpevolezza degli esponenti della RSI e affidò la giustizia dei crimini fascisti a degli organi giudiziari speciali territoriali: le Corti straordinarie d’assise, previste in ogni capoluogo di provincia. Questi tribunali erano dunque organi temporanei e specializzati della giustizia ordinaria, composti da giudici popolari e da magistrati. Il decreto attribuiva loro autorità di trattare i delitti di collaborazionismo (e non quelli più estesi previsti dalla direttiva del CLNAI). Le loro sentenze erano appellabili in Cassazione.Il provvedimento era destinato a rimanere in vigore per sei mesi.
Nelle settimane immediatamente successive alla liberazione furono anche istituiti molti Tribunali di guerra, autorizzati dagli alleati, che emettevano sentenze inappellabili. Essi operarono basandosi sull'accertamento delle cariche ricoperte dagli imputati fascisti e applicarono la pena di morte nel caso di coloro che avevano ricoperto ruoli di comando nelle forze più famigerate della RSI o alti ruoli politici.
La tensione, a cavallo della liberazione, tra i tribunali del CLNAI e la ricostituzione della giustizia ordinaria denota la mancanza di fiducia da parte delle forze della resistenza nella volontà politica ed efficacia del nuovo ordine nel punire fascisti e collaborazionisti. Tuttavia i tribunali popolari, ove istituiti, durarono solo poche settimane.

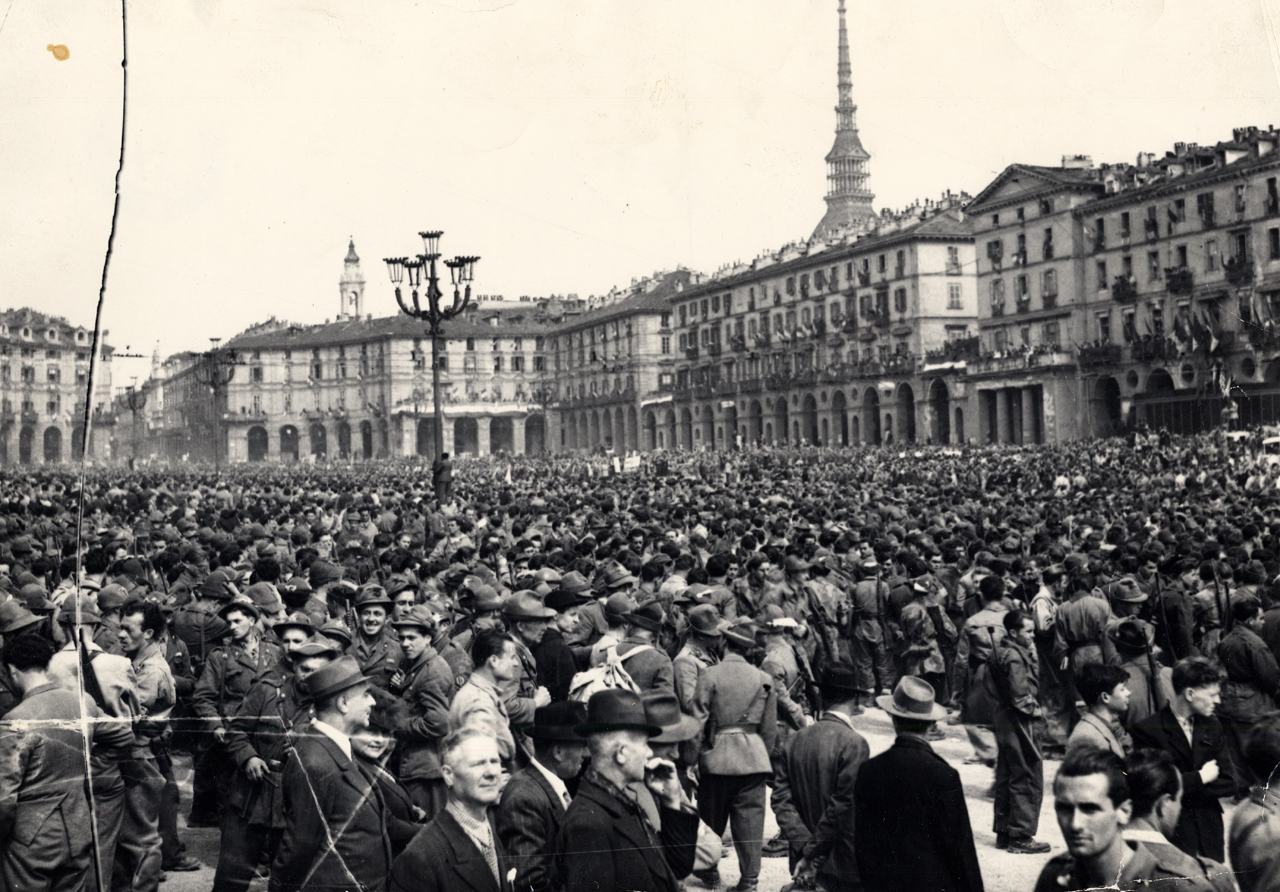
Torino, 6 maggio 1945. Sfilata della liberazione in piazza Vittorio Veneto.

Corte d'assise straordinaria di Parma. Processo a membri della XXVII Brigata Nera "Virginio Gavazzoli". Ottobre 1945.

Dall'inizio di giugno 1945, i tribunali ordinari ripresero di fatto il controllo della giustizia, rilevando un carico di processi molto elevato, data la massa di arresti e continue denunce. Solo in Lombardia c’erano 21 000 arrestati. Le corti d’assise straordinarie si mossero generalmente molto alacremente, istruendo, durante i primi mesi di lavoro, numerosi processi, anche a carico di persone di alto profilo politico. Durante i primi tre mesi di lavoro nell'Italia settentrionale, esse celebrano oltre 10 000 processi e ne istruirono altri 4 000. Durante i primi cinque mesi di funzionamento, 270 imputati vennero condannati a morte, 122 dei quali videro la sentenza confermata in Cassazione. Le esecuzioni furono una novantina; esse erano ostacolate dal frequente rifiuto di carabinieri e militari di farne parte. Le Corti operarono tra forti pressioni da parte del pubblico e dei familiari delle vittime degli episodi di violenza nazi-fascista, che spesso resero il clima dei processi incandescente, e le loro procedure irregolari.
Nello stesso tempo l’Alta Corte, dopo un inizio promettente nel trattare casi di alto profilo, perse presto prestigio, passando a trattare casi di secondo piano. Essa non ricevette un efficace sostegno di mezzi dal governo perché il suo operato rischiava di toccare “le strettissime relazioni tra la monarchia, le vecchie élite di potere e il fascismo”, minando così i nuovi equilibri politici in via di costituzione. Il ruolo dell’Alta Corte era anche osteggiato delle forze Alleate per timore che sue azioni colpissero persone associate ai rapporti tra forze alleate e governo italiano.
Nell'ottobre 1945 il Ministro Togliatti determinò la cessazione delle Corti d’assise straordinarie e il trasferimento del loro lavoro alle sezioni speciali delle Corti d’assise ordinarie, che rimasero in funzione sino alla fine del 1947. Questa riforma aveva lo scopo di accelerare la gran mole di processi pendenti, come infatti accadde, e di rafforzare l’integrazione delle corti nei tribunali ordinari.
Un esame dei giudizi delle corti fa rilevare che le corti istruirono migliaia di procedimenti, le indagini iniziali dell’estate del 1945 furono talora sommarie e le sentenze di primo grado spesso molto severe, salvo essere tendenzialmente attenuate in sede di revisione. Col passare del tempo cominciarono a prevalere sentenze lievi, e un crescente atteggiamento di clemenza, che si accompagnava ad una diminuzione dell’attenzione pubblica, dopo i primi processi contro fascisti e collaborazionisti di spicco.

### Epurazione della magistratura
Durante il ventennio fascista, la magistratura era stata posta sotto il controllo politico ed amministrativo del governo. L’ordinamento giudiziario del 1941 sancì l’incompatibilità dell’autogoverno della magistratura con lo stato fascista. Dagli anni 1930 potevano entrare nell'amministrazione pubblica, incluso la magistratura, solo iscritti al Partito Fascista. Il governo fascista plasmò il corpo della magistratura, dapprima allontanando giudici dissidenti, e poi introducendo via via provvedimenti di punizione e di inquadramento per ottenere un allineamento col regime.
Tra il 1943 e 1944 il Governo Militare Alleato procedette ad allontanare dall'amministrazione statale funzionari fascisti di rilievo, alcuni dei quali vennero arrestati. Dopo la Liberazione, una Commissione del Ministero della Giustizia per l’epurazione del personale avviò una revisione del corpo della magistratura. Il personale statale, ivi inclusa la magistratura, era stato così intimamente compromesso col regime fascista, che risultava arduo distinguere gli epurabili dagli epuratori. Il processo di epurazione si fece strada tra molte norme contraddittorie, conflitti interpretativi e ricorsi: i procedimenti assorbirono pesantemente l’apparato ministeriale. Il vaglio dei singoli magistrati doveva accertare responsabilità e confrontarsi con la linea di difesa che sottolineava il loro ruolo tecnico e non politico. Il governo doveva anche salvaguardare la capacità esecutiva dell’apparato pubblico, che sarebbe stata seriamente compromessa da un allontanamento generale del personale ereditato dal precedente regime.
Alla fine, furono epurati (tramite collocamento a riposo) pochissimi magistrati e la grande maggioranza continuò la propria carriera, inclusi i magistrati di più alto rango, aventi almeno il grado di consigliere di Cassazione; quelli che erano stati distaccati presso il Tribunale Speciale per la Difesa dello Stato e gli altri organi giudiziari della repressione; alcuni di quelli che avevano operato presso il Tribunale della razza; e magistrati della RSI.

## Provvedimento di amnistia

### Genesi

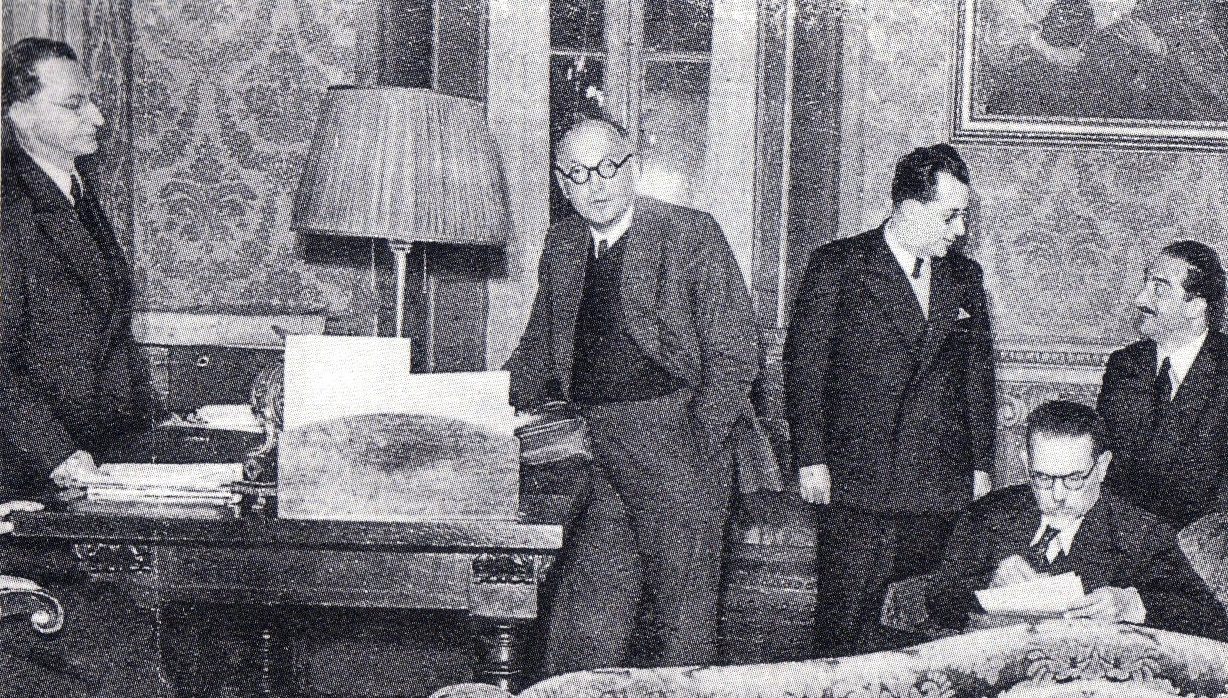
Membri del primo Governo De Gasperi nel 1945: da sinistra De Gasperi, Nenni, Togliatti, Lussu e Cattani.

Dalla fine del 1945 si fece strada nel clima politico una maggiore tendenza al dialogo e al superamento del vento rivoluzionario della resistenza. Il governo presieduto dall'azionista Parri venne sostituito dal Governo De Gasperi. Le forze politiche dialogavano anche con esponenti del passato regime fascista, alcuni dei quali cercavano una forma di pacificazione basata sull'amnistia. I partiti al potere puntavano al coinvolgimento delle masse nella rinnovata vita politica e temevano che frange della popolazione più vicine al fascismo venissero attratte da forze quali i monarchici e i qualunquisti o rimanessero collegate al fascismo. Il governo doveva anche gestire il sovraffollamento delle carceri e il fatto che molti agenti penitenziari sostenevano il vecchio regime.

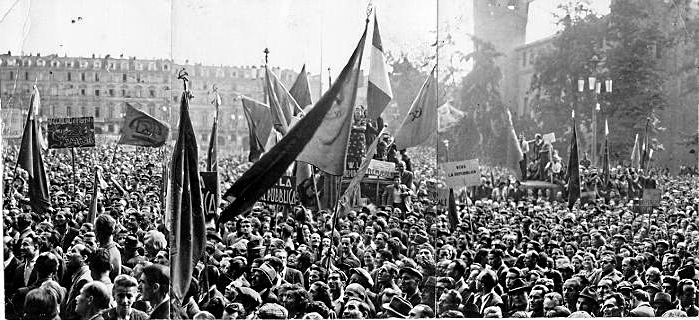
Manifestazione dopo il referendum istituzionale, Torino, 5 giugno 1946

Nel contempo, l’epurazione della macchina statale e della magistratura in particolare mostrava tutti i suoi limiti. Nel marzo 1946, tra i circa 4 000 casi all'esame nel Ministero di Grazia e Giustizia, poco più del 1% erano stati collocati a riposo. Le commissioni epuratrici vennero via via sciolte entro la fine del 1946.
Il re Umberto di Savoia, non appena subentrato al padre il 9 maggio 1946, chiese un provvedimento di clemenza come era tradizione all'ascesa di un nuovo sovrano. Il governo temeva che un diniego dell’amnistia avrebbe causato risentimenti e un’amnistia più ampia avrebbe rafforzato la monarchia. Si era in vista del referendum istituzionale previsto il 2 giugno 1946. Il governo propose un atto di amnistia per reati minori, comuni e militari, con l’espressa esclusione dei reati previsti dal decreto delle sanzioni contro il fascismo. Il re non promulgò il decreto di amnistia perché considerò la proposta troppo limitata.

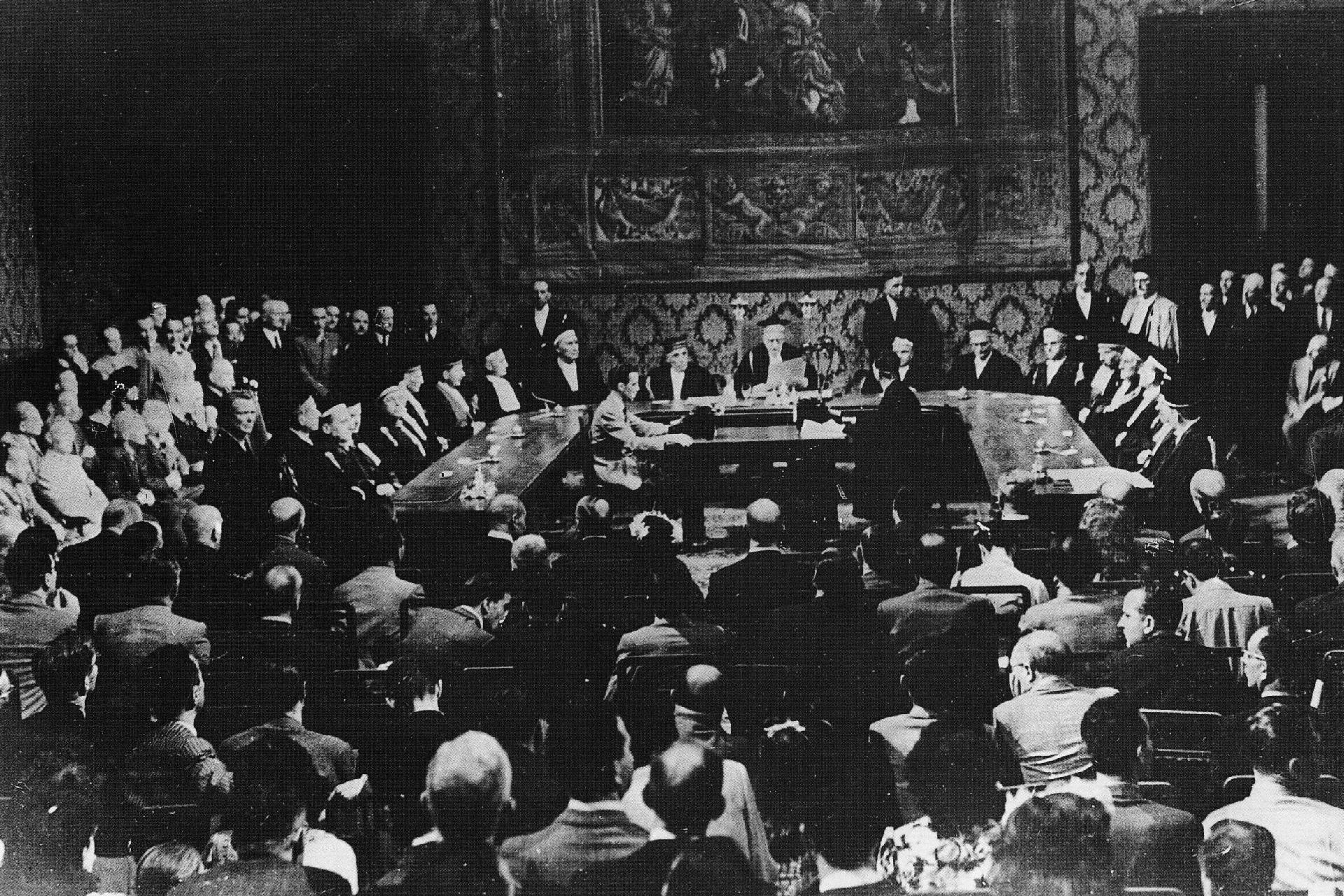
Seduta della Suprema Corte di Cassazione del 10 giugno 1946, che approvò i risultati del referendum istituzionale.

Dopo il referendum istituzionale, il Ministero di Grazia e Giustizia guidato da Togliatti avviò l’elaborazione di un nuovo provvedimento di amnistia. In seno al governo esisteva un ventaglio di attese, da quelle più intransigenti a quelle più orientate alla clemenza. Anche se prevaleva tra le forze di governo un orientamento volto a distinguere chi tra i fascisti si fosse macchiato di responsabilità gravi e chi invece fosse stato parte dell’apparato, oltre queste valutazioni politiche su una sostanza ambigua, occorreva trovare una formulazione giuridica che funzionasse in sede di diritto.Dopo negoziazioni e revisioni del testo, il decreto venne approvato all'unanimità dal consiglio dei ministri nel giugno 1946.

### Contenuti
«[…] se questa attenuazione dalla repressione è pienamente giustificata quando trattasi di atti meno gravi, oppure compiuti da persone le quali non erano investite di funzioni elevate, essa non sarebbe ammissibile per i casi più gravi e trattandosi di atti compiuti da persone rivestite di elevate funzioni di direzione civile o politica, o di comando militare. 
Se anche a questi casi si fosse estesa la clemenza, grave sarebbe stato il contrasto con la coscienza popolare, e con i principi stessi della equità. Vi è infatti una esigenza non solo giuridica e politica, ma morale, di giustizia, per cui coloro che hanno commesso delitti, la cui traccia è lungi dall'essere stata cancellata, contro il Paese tradito e portato alla rovina, contro le libertà democratiche, contro i loro concittadini, o contro i più elementari doveri della umanità, devono continuare a essere puniti con tutto il rigore della legge. Un disconoscimento di questa esigenza, anziché contribuire alla pacificazione, contribuirebbe a rinfocolare odi e rancori, con conseguenze certamente per tutti incresciose.[…]»
Il provvedimento fu pubblicato in Gazzetta ufficiale il 23 giugno 1946, accompagnato da una relazione del ministro. In essa Togliatti presentò il provvedimento di clemenza come giustificato dalla necessità di un “rapido avviamento del Paese a condizioni di pace politica e sociale”; riconobbe i numerosi casi di cittadini che avevano mancato di fedeltà alla Patria e nello stesso tempo la difficoltà per chi era cresciuto tra le costrizioni ed intimidazioni del regime totalitario di “distinguere il bene dal male”.
Il decreto prevedeva l’amnistia per (Art. 1) “i reati per i quali la legge commina una pena detentiva, sola o congiunta a pena pecuniaria, non superiore al massimo a cinque anni, oppure una pena pecuniaria”. Erano esclusi (Art. 3) i reati “compiuti da persone rivestite di elevate funzioni di direzione civile o politica o di comando militare, ovvero siano stati commessi fatti di strage, sevizie particolarmente efferate, omicidio o saccheggio, ovvero i delitti siano stati compiuti a scopo di lucro.” Avrebbero beneficiato dell’amnistia anche i partigiani che avessero commesso reati dopo la liberazione, fino al 31 luglio 1945.
Per i reati politici, il provvedimento commutò la pena di morte in ergastolo, l’ergastolo in 30 anni di reclusione, le pene sino a 5 anni venivano cancellate e quelle superiori ridotte di un terzo. Nel caso di reati non giudicati, l’amnistia interruppe i procedimenti penali in fase istruttoria.

### Applicazione
L’entrata in vigore del decreto fu seguita rapidamente da una ondata di scarcerazioni. L’applicazione in un alto numero di casi sia in istruttoria, sia giudicati, provocò una vasta serie di proteste. Una settimana dopo la promulgazione, il 2 luglio 1946, il Ministro Togliatti fu costretto ad emettere una breve circolare interpretativa, che fece appello contro interpretazioni estensive del decreto e richiamò le categorie di persone che dovevano far presumere il collaborazionismo, come indicato dal decreto legge luogotenenziale 22 aprile 1946, n. 142. Una ulteriore circolare del 10 luglio 1946 raccomandò l’applicazione dell’amnistia anche ai partigiani.
Durante le stesse settimane De Gasperi rassegnò le dimissioni (1º luglio) e formò il suo secondo governo (10 luglio). In esso non compariva Togliatti: il dicastero della giustizia passò a Fausto Gullo, pure esponente del PCI e Ministro dell’agricoltura nel precedente governo.
Dopo cinque settimane, al 31 luglio avevano beneficiato dell’amnistia 219 481 persone. La maggior parte avevano commesso piccoli reati. Ma tra i beneficiari c’erano anche un alto numero di persone che avevano rivestito incarichi direttivi, o avevano commesso omicidi; così come chi aveva avuto sentenze oltre i 5 anni e avendo fatto ricorso in Cassazione, ora risultava amnistiato. Tra i beneficiari dell’amnistia ci furono molti casi eclatanti, quali membri molto noti delle forze della RSI. In carcere rimanevano 2 157 fascisti: 1 796 espiavano la condanna e 1 361 attendevano il processo.

## Reazioni
L'emanazione del provvedimento di amnistia e le rapide scarcerazioni di massa provocarono immediatamente vaste reazioni negative nel paese, tra i partigiani, la popolazione comune e le forze politiche. 

### Reazioni politiche
«Tutti sappiamo a quale concetti si ispiri la recente Amnistia decretata dalla Repubblica come primo grande atto di pacificazione fra I cittadini. Tutti lo sappiamo, concetti di larghezza e magnanimità che hanno stupito un po’ tutti e, forse, più degli altri, gli stessi beneficiati.
Condannati a morte, con la pena tramutata in trenta anni di carcere, girano oggi per le strade come chi sopportò il carcere e le torture. Concetti di magnanimità, va bene. Pacificazione? Mah! Assistendo a questo processo che attraverso la voce dei giudici e degli imputati rinnova nel pubblico la memoria di giorni tristi e riapre nei cuori di fede una ferita che difficilmente si potrà rimarginare, rileggendo negli occhi degli ascoltatori lo stesso terrore di allora, quando piuttosto di cadere nelle reti della Koch qualcuno preferì uccidersi, quando vediamo dietro le sbarre gli stessi visi che due anni fa vennero una notte nelle nostre case, le stesse mani che picchiarono e uccisero i nostri compagni, allora ci viene un dubbio. Pacificazione, magnanimità, belle parole. 
Ma un Blasi che assassinò, come pare sia vero, il compagno Colorni, direttore dell’Avanti clandestino di Roma, possiamo domani incontrarlo e guardarlo in faccia? E le mamme di tanti altri potranno resistere al dolore o, diciamolo pure, alla beffa di camminare di fianco agli assassini dei loro figli?
Questo diciamo, e non per deprecare un provvedimento ormai approvato ma per consigliare di adottare provvedimenti speciali, in qualche caso, onde preservare l’ordine pubblico e la sicurezza stessa di questi tristi figuri.»

— Commento editoriale ad articolo di cronaca sul processo alla banda Koch. Avanti, 29 giugno 1946.
La frustrazione e delusione si diffusero tra la popolazione e parte della classe politica, generando appelli e mozioni. L'amnistia e le conseguenti scarcerazioni provocarono una frattura fra la base del Partito Comunista Italiano e il suo segretario Togliatti, il quale dovette più volte fornire giustificazioni e spiegazioni in merito all'interno del Partito. In queste circostanze, che si protrassero per lungo tempo, Togliatti additò la responsabilità dei democristiani e della magistratura nell’interpretare il decreto in contrasto con l’indirizzo politico che aveva ispirato il provvedimento, causando scarcerazioni ingiustificate.
Politici socialisti espressero una forte opposizione al provvedimento e alle scarcerazioni generalizzate e chiesero misure correttive. L’amnistia divenne centrale nella tensione politica fra socialisti e comunisti.
I democristiani presero invece posizioni meno nette, essendo sensibili anche a quelle porzioni dell'elettorato (come al sud) non vicine alla resistenza, o agli ampi settori impiegatizi che avevano aderito al fascismo per convenienza e conformismo più che per scelta ideologica. Prelati del Vaticano portarono verso De Gasperi istanze di attenzione verso fascisti condannati o latitanti.

### Reazioni dell'associazionismo partigiano
Il provvedimento provocò numerose proteste da parte dell'associazionismo partigiano, mozioni, lettere pubbliche ed assemblee.Nell'agosto 1946 la polizia segnalò che 1 300 partigiani erano tornati alla macchia. Le reazioni maggiori avvennero in Piemonte: nella provincia di Cuneo, dal 9 luglio al 28 agosto diversi ex partigiani provenienti anche da regioni circostanti, tra cui Armando Valpreda, Maggiorino Vespa e Aldo Sappa, si arroccarono nel paese di Santa Libera presso Santo Stefano Belbo, protestando contro l'amnistia e avanzando altre richieste: il governo De Gasperi riuscì ad evitare lo scontro facendo alcune concessioni. A Casale Monferrato la popolazione promulgò lo sciopero generale in protesta per la revisione della sentenza di condanna a morte nei confronti di sei fascisti tra cui Giuseppe Sardi, segretario del fascio repubblicano cittadino. La città venne presidiata da formazioni di polizia e di carabinieri a cui si aggiunsero anche dodici carri armati dell'esercito. La situazione si risolse senza scontro grazie alla mediazione del segretario della CGIL Di Vittorio.

### Reazioni violente
Alcune frange estremiste dei gruppi partigiani, tra le quali la squadra chiamata Volante Rossa, spinte dal risentimento per le scarcerazioni, perseguirono azioni violente a danno di fascisti scarcerati a seguito dell’amnistia. Ci furono alcuni casi di linciaggi, da parte della popolazione, di fascisti che erano stati ritenuti responsabili di delitti gravissimi e che erano stati amnistiati. La violenza fu episodica durante il 1946 e talora oltre, sfociando in una scia di azioni intimidatorie.

## Ulteriori provvedimenti
L'amnistia varata da Togliatti fu seguita da ulteriori amnistie che allargarono ulteriormente i termini temporali e la casistica.
Il Decreto legislativo del Capo provvisorio dello Stato n. 96 del 6 settembre 1946 estese i termini massimi al 31 luglio 1945.
Il 7 febbraio 1948 il governo varò un decreto, proposto dal sottosegretario alla presidenza del Consiglio dei ministri Andreotti, con cui si estinguevano i giudizi ancora pendenti dopo l'amnistia del 1946.
Il 18 settembre 1953 il governo Pella approvò l'indulto e l'amnistia proposti dal guardasigilli Antonio Azara per tutti i reati politici commessi entro il 18 giugno 1948. Furono compresi in questa seconda amnistia i reati commessi nel secondo dopoguerra italiano, arrivando a oltre tre anni dalla fine della guerra.
Il 4 giugno 1966 vi fu un'ulteriore amnistia.

## Valutazioni storiche

### Storiografia dell'epurazione e della giustizia post-belliche
I provvedimenti di giustizia post-bellica e quelli di epurazione furono strettamente interconnessi: essi costituirono le principali misure attraverso le quali il paese gestì nell'immediato la transizione dal regime fascista verso la nuova fase politica e sociale. A partire dal dopoguerra per decenni le contrapposte propagande politiche prevalsero sul desiderio di stabilire una verità storica. In quel periodo, si stabilirono tre chiavi di lettura principali: dalla sinistra la transizione fu vista come un fallimento che lasciò intatta la burocrazia fascista e perdonò anche i maggiori responsabili politici e di violenze. Una visione centrista vide la transizione come un processo ragionevole che escluse dallo stato i maggiori responsabili del regime, ma salvaguardò coloro che erano stati fascisti per necessità. La destra fascista vide invece nella transizione una persecuzione indiscriminata di piccoli e grandi fascisti, che produsse migliaia di morti innocenti. In quel contesto, gli storici italiani furono riluttanti ad affrontare i temi dell'epurazione e della giustizia post-belliche, che rimasero perciò ai margini della ricerca e riflessione storiche.
Alcuni giuristi studiarono i processi post-bellici e l’amnistia sin dagli anni immediatamente successivi, ma questo lavoro non ebbe vasti riscontri pubblici né trovò eco nella ricerca storica più generale per decenni.
A partire dagli anni 1990, la ricerca e conseguentemente il dibattito politico e sociale si aprirono, grazie alla ricerca storica sugli anni 1943-1945 di Pavone, Woller, Crainz, Domenico, e Contini. Questi lavori, che furono poi seguiti da altre opere influenti, come quelle di Dondi, Santomassimo, Focardi, Franzinelli, e altre ancora, indagarono non solo la giustizia di transizione, ma anche la realtà storica della resistenza, il suo ruolo nei successivi dibattiti politici e la costruzione contestata della memoria collettiva della liberazione.
Queste nuove apertura e riflessione hanno avuto luogo mentre, oltre l'Italia, si avviò gradualmente la costituzione dell'ordinamento di giustizia internazionale che sostiene ora la giustizia post-conflitto. E nei paesi europei esse si accompagnarono alla messa in discussione della memoria storica delle rispettive liberazioni dal nazismo, su cui avevano fondato la legittimità i nuovi ordini politici post-bellici: per ricostituire l'ordine civile, infatti in molti paesi si addossò la responsabilità del conflitto ai nazisti e passò in secondo piano l'estesa collaborazione che essi ricevettero.

### Genesi ed esecuzione del provvedimento

#### Ruoli e motivazioni politiche
La funzione di Togliatti nel redigere e promuovere il provvedimento ha generato forti controversie, sin dall'epoca. Successivi studi storici hanno analizzato il suo ruolo personale e le motivazioni politiche sue e delle altre forze politiche.

Palmiro Togliatti e Pietro Secchia.

Studi degli archivi di Togliatti hanno suggerito che egli ebbe un ruolo diretto nella redazione del provvedimento, redigendo di proprio pugno articoli chiave. Togliatti sviluppò il provvedimento senza coinvolgere la direzione del Partito Comunista Italiano nell'esame dettagliato del provvedimento: le consultazioni in seno al gruppo dirigenziale del partito si limitarono ai principi generali. Una posizione storiografica minoritaria fa propria la tesi di Pietro Secchia (numero due del PCI dell’epoca), il quale sostenne che Togliatti fu indotto dalla burocrazia del Ministero di Grazia e Giustizia a firmare un atto dalle formule ambigue che sarebbero poi potute essere interpretate in senso più estensivo. La tesi sembra ad altri storici improbabile, perché il ministro era circondato di esperti giuristi tra i suoi collaboratori diretti. È stato proposto che la formulazione del provvedimento da parte di Togliatti fu influenzata da una sua sottostima del filo-fascismo dell’alta magistratura; da un suo errore di valutazione dei rischi legati a quelle formulazioni giuridiche che lasciavano spazio alla discrezionalità dei giudici (anche indotto dall'avversione culturale di Togliatti per i formalismi dei giuristi); e dalla pressione per accelerare la pacificazione nazionale per motivi politici.
La genesi del provvedimento viene inquadrata nel contesto politico del 1945-1946. La strategia politica generale di Togliatti, leader del Partito Comunista, all'epoca perseguiva l’obiettivo di unità nazionale contro nazisti e fascisti attraverso la costruzione di quello che lui chiamava una «democrazia progressiva». Con questo intendeva la costituzione di una coalizione stabile di partiti di massa che potesse coinvolgere nel sistema politico la più ampia base di consenso sociale. Per il momento, gli obiettivi rivoluzionari erano accantonati: non avevano possibilità di successo sotto il controllo militare alleato e mentre la Russia era concentrata sull'Europa orientale. L’obiettivo strategico di Togliatti era dunque quello di radicare il Partito Comunista e la tattica per raggiungerlo consisteva nel superare il precedente isolamento politico, entrare nel Governo e allargare il consenso anche tra la classe media (nel 1945 un grandissimo numero di Italiani si iscrissero al Partito Comunista, tra cui anche molti ex-fascisti).
Questo orientamento tattico prevalse su ogni altra visione più ampia di cambiamento dei rapporti economici e sociali nel breve termine. Esso fece passare in secondo piano, fra l’altro, anche la necessità di rifondare l’amministrazione statale ereditata dal fascismo.L’approccio più conciliante del PCI non fu infatti solo relativo alle azioni giudiziarie, ma anche all’epurazione, le cui attese più radicali vennero presto accantonate.
È stato anche rilevato che, dopo i primi procedimenti di rilievo contro i fascisti e collaborazionisti del 1945, l’appetito per la resa dei conti tra fasce della popolazione meno associate alla resistenza o che avevano meno subito la repressione fascista, si era affievolito. La Chiesa Cattolica e la Democrazia Cristiana si fecero portavoce di queste percezioni e del desiderio di normalizzazione e di controllo sulla resa dei conti. Tra il 1945 e 1946, il desiderio di pacificazione del centro dello spettro politico si accentuò non solo nei confronti della giustizia, ma anche verso i procedimenti di epurazione dell’amministrazione pubblica. La caduta del Governo Parri e la nascita del Governo De Gasperi spostarono in questa direzione gli equilibri politici.Nel febbraio 1946 il governo emanò un decreto che aboliva l’Alto commissariato per le sanzioni contro il fascismo e trasferiva all'amministrazione ordinaria quella che sarebbe stata la fase finale delle procedure di epurazione, che erano state gradualmente ridimensionate.

Paolo Castagnino, Luigi Longo, Palmiro Togliatti, Pietro Secchia ad una sfilata partigiana, 1947.

L’amnistia rappresentò anche un mezzo per Togliatti per gestire le conseguenze politiche e giudiziarie delle violenze partigiane dopo la liberazione. La strategia della democrazia progressiva richiedeva al PCI di distanziarsi dalla violenza insurrezionale, di superarla come fase storica e di risolvere il problema dei partigiani comunisti incolpati di crimini dopo la liberazione. Alcuni storici hanno dunque visto l’inclusione dei partigiani nel provvedimento diretto ai crimini fascisti come frutto di una negoziazione: la DC voleva un’amnistia quanto più estesa possibile verso i fascisti, e Togliatti colse l’opportunità di includere i crimini partigiani.
Alla dissoluzione del primo governo De Gasperi, Togliatti preferì passare la mano sul portafoglio scottante della giustizia, e delle conseguenze del provvedimento che aveva suscitato diffuse reazioni negative.
È difficile valutare oggi se i rapporti del tempo tra le forze politiche e tra queste e l’alta magistratura avrebbero consentito a Togliatti e al PCI di perseguire una riforma più strutturale della giustizia e una discontinuità con l’epoca precedente. Tuttavia, nei dibattiti in seno al PCI all'epoca, non ci fu segno di una visione più generale del rinnovamento della giustizia. Prevalsero invece tatticismi, la ricerca del consenso pubblico più allargato e la considerazione della burocrazia statale come un apparato tecnico e neutro al servizio delle direttive politiche.

#### Ruolo della magistratura
L’epurazione del personale pubblico dall'apparato statale produsse risultati sostanzialmente effimeri e dimostrò l’impermeabilità della burocrazia alle istanze anti-fasciste. Essa rappresentò un tentativo modesto di riordino dell’amministrazione, senza ambizioni di profondo rinnovamento delle persone e delle regole: venne alla fine ricondotta nelle normali procedure disciplinari e l’Italia repubblicana eventualmente ereditò l’apparato amministrativo fascista. Nel caso della magistratura, un'epurazione radicale dei magistrati associati al fascismo sarebbe stata impossibile: avrebbe richiesto “la rimozione, salvo rarissime eccezioni, di tutti i consiglieri di Cassazione, quasi tutti i consiglieri di appello e anche buona parte dei più giovani giudici di tribunale e di pretura”.
Le estese scarcerazioni scatenarono subito conflitti e un rimpallo di responsabilità fra governo e magistratura. Da un lato, politici, a partire da Togliatti stesso, accusarono la magistratura di aver lavato le responsabilità del fascismo. Dall'altro, giuristi dell’epoca considerarono che la formulazione del decreto era ambigua e tradiva l’intenzione di affidare alla magistratura l’incombenza di dirimere responsabilità dai confini spesso poco netti, là dove la politica non era riuscita a farlo. Questa interpretazione sembra voler diminuire il ruolo della magistratura. Storici e giuristi hanno piuttosto sottolineato che la formulazione del decreto e la valutazione dello spazio interpretativo che esso lasciò ai giudici rivelano “superficialità e pressapochismo” del legislatore.
La Suprema Corte di Cassazione svolse un ruolo decisivo nel riesame di molti provvedimenti, per i quali essa doveva stabilire se ci fosse motivo di esclusione dall'amnistia: l’orientamento prevalente fu favorevole ai condannati. La formulazione del decreto apriva ad interpretazioni delle responsabilità anche di alti gerarchi: i giudici spesso distinsero fra cariche politiche e cariche tecniche, e poi valutarono la natura e la maniera politica di gestire la carica. Inoltre il decreto introdusse tra i motivi di esclusione la nozione di “sevizie particolarmente efferate” che si prestò ad interpretazioni cavillose e molto clementi anche per fatti gravi di violenza politica, con sentenze che sono state descritte come “pagine vergognose per la storia della giurisprudenza italiana”. Un esame dei provvedimenti ha fatto rilevare che anche in casi di gravi reati, esclusi dall'amnistia, la Cassazione sovente annullava la sentenza di primo grado, e rinviava il processo ad una nuova sede, lontana dai fatti giudicati. Anche in casi di gravi condanne in primo grado, la strategia di rinvii e ricorsi produceva alla fine condanne molto lievi, se non l‘assoluzione.
Analisi storica ha anche sottolineato che i crimini imputati a partigiani non vennero trattati dai tribunali e poi dalla Cassazione con pari clemenza. La promulgazione dell’amnistia fu seguita da un aumento di arresti di partigiani, che non venivano solitamente perseguiti giudiziariamente, ma attendevano la procedura di amnistia in prigione. Nel dicembre 1946 una sentenza della Cassazione confermò l’esclusione del furto dall'amnistia, anche se commesso per permettere la resistenza alla repressione nazifascista. Successivamente, molti processi a partigiani vennero quindi inquadrati nell'ambito del Codice Civile. Molti processi contro partigiani vennero istruiti negli anni 1950: accusati di omicidio o sequestro di persona, dovevano dimostrare le motivazioni politiche delle loro azioni.

#### Valutazione degli effetti
Il giudizio storico sull'amnistia è stato molto influenzato dalla scarcerazione di casi eclatanti, che ebbero un grande impatto sull'opinione pubblica. Una valutazione storica più fondata deve affrontare questioni complesse: deve determinare esattamente quanti e quali fascisti ne beneficiarono complessivamente; e da quale tribunale e per quali meriti venne applicata ai singoli casi e con quali motivazioni giuridiche. La questione quindi deve affrontare un giudizio storico su sentenze di giustizia.

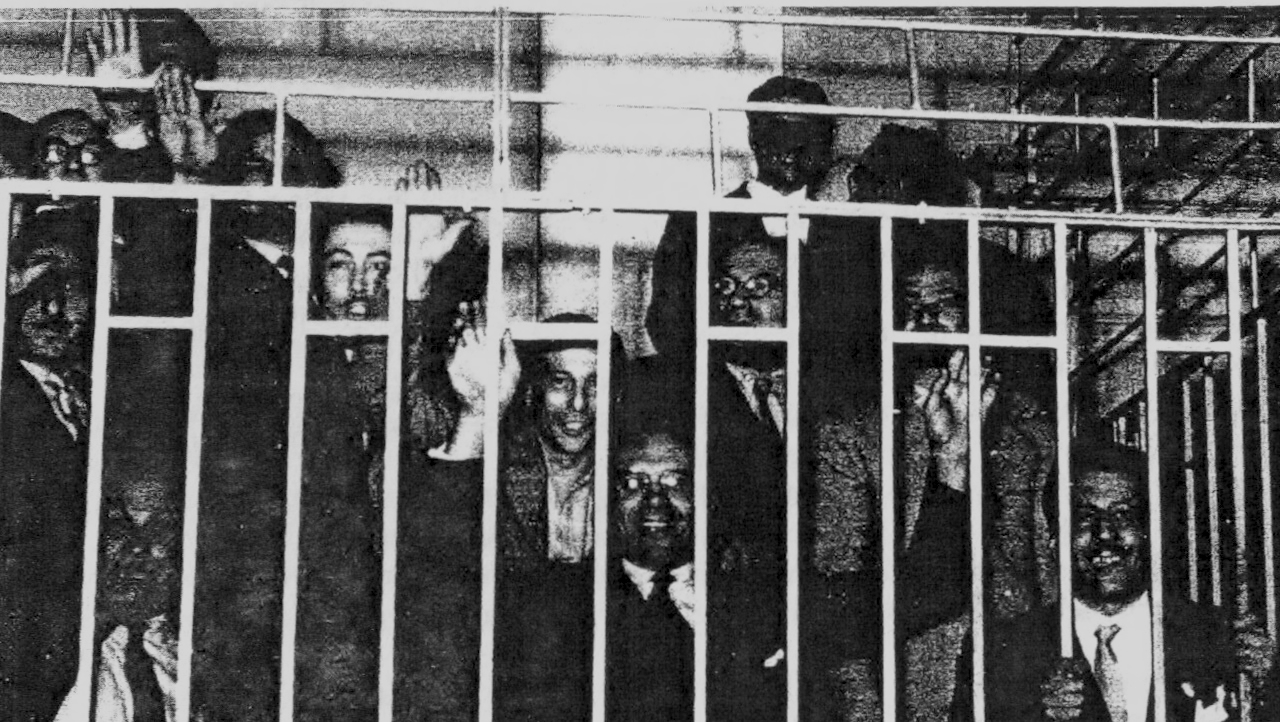
Membri della banda Carità a processo presso la corte di Assise di Lucca, Aprile 1951. Accusati di numerosi atti di violenza, molti subirono condanne detentive. Beneficiando successivamente di amnistie e sconti di pena, gli ultimi militi condannati furono liberati a metà degli anni Cinquanta.

Molti storici pongono l'enfasi sul ruolo dell’amnistia come colpo di spugna: la maggior parte degli esponenti di rilievo del fascismo vennero amnistiati tra il 1946 e 1947. La manovalanza passò attraverso una più lunga trafila di processi che attrassero scarsa attenzione. Franzinelli ha stimato le seguenti statistiche giudiziarie nella fase di transizione, pur nell'incertezza dei dati:
- 43 000 persone processate per collaborazionismo;
- 23 000 furono amnistiati in fase istruttoria;
- 14 000 liberati con formule varie;
- 5 928 condannati in via definitiva (334 in contumacia);
- 259 condannati a morte, di cui 91 sentenze eseguite;
- 5 328 fascisti beneficiarono di amnistia o indulto: 2 231 in modo totale, 3 363 in parte.[56]

L'amnistia fu il provvedimento cardine di un più lungo processo di transizione politica e di giustizia. Essa diede un forte impulso ad un processo di riabilitazione e di assoluzione molto rapido, che era iniziato dalla fine del 1945, aveva fondamenti politici e fu ulteriormente accelerato dall'operato della Cassazione. Questa onda lunga di fatto portò allo svuotamento di fascisti dalle carceri: i fascisti in carcere alla metà degli anni 1950 sono stati stimati in poche decine.

### Giustizia di transizione e confronto internazionale
Il provvedimento di amnistia è stato una pietra miliare nella transizione dall'Italia fascista, attraverso la seconda guerra mondiale e poi la guerra civile, alla storia repubblicana. L’amnistia è studiata e discussa non solo come provvedimento in sé, ma soprattutto perché su di essa si è imperniata la giustizia di transizione post-bellica in Italia.
La giustizia di transizione è quell'insieme di provvedimenti giudiziari, di epurazioni e di compensazione che hanno luogo nella transizione da un regime politico all'altro. Essa pone dilemmi complessi sul piano morale, legale, storico e politico. L'analisi storica tende a non offrirne una teoria generale, perché i casi storici tendono ad essere determinati dal contesto specifico di ciascuno. È stato tuttavia notato che i casi di giustizia di transizione possono essere influenzati dai casi precedenti.
La giustizia post-bellica in Europa non aveva ancora un unico quadro di riferimento giuridico internazionale. Il diritto internazionale si è sviluppato ben più tardi, e soprattutto a partire dagli anni 2000 per i crimini contro l’umanità.
In confronto a quello che avvenne in altri Paesi europei dopo il 1945, la giustizia italiana cominciò molto prima (addirittura prima della fine del conflitto) e terminò prima.Il bilancio quantitativo dei procedimenti e sentenze in Paesi come Francia, Belgio, Paesi Bassi e Norvegia mostra esiti molto più severi.
L'uso dello strumento dell’amnistia si inserisce in una tradizione Italiana di uso di strumenti giuridici di clemenza, che raggiunse un rilievo massimo dopo la guerra: dall'aprile 1944 al dicembre 1949 furono emanati 24 provvedimenti di clemenza (amnistie, indulti e condoni).

### Amnistia e memoria storica collettiva
L'amnistia del 1946 e i successivi provvedimenti ad essa collegati sono stati spesso fonte di forti controversie, associate alla costituzione della memoria storica sia del fascismo, sia della resistenza. Questa memoria storica, nel corso dei decenni dell’Italia repubblicana, non è stata né univoca né costante, ma è stata terreno di scontro e reinterpretazioni da parte delle forze politiche e della società italiana.
Molti paesi hanno favorito una repressione della memoria storica dopo un conflitto civile, sebbene in misura variabile. In Spagna negli anni 1970 prese piede un “patto del silenzio” dopo la transizione democratica alla fine del franchismo. Altri paesi, come la Germania e la Grecia dopo la seconda guerra mondiale, hanno avuto profonde difficoltà a gestire la memoria collettiva del passato e dei conflitti.

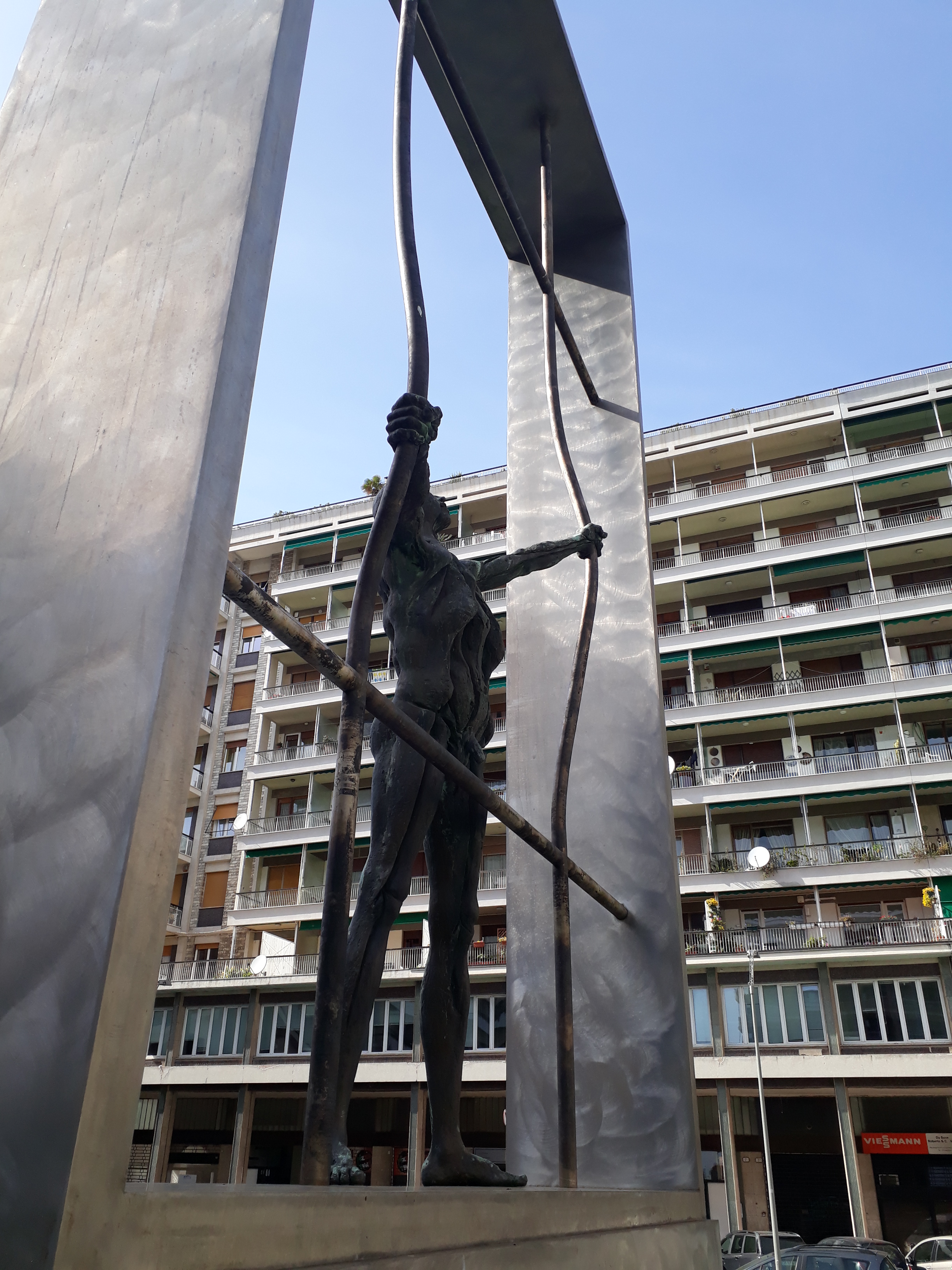
Monumento alla Resistenza in piazza Martiri della Libertà, Savona.

Alcuni storici hanno considerato che l’intensa, seppure breve, stagione di processi immediatamente dopo la liberazione ebbe una valenza sociale che non può essere catturata dalle statistiche giudiziarie o dell’epurazione: la rievocazione delle violenze e misfatti fascisti durante i processi, e la successiva marginalizzazione sociale dei beneficiari di clemenza, ebbe un effetto immunizzante o catartico, che consentì alla società italiana di isolare al suo interno le istanze fasciste ereditate dal passato.
Altri considerano che, sebbene in Italia non ci fu un vero patto del silenzio, il dibattito pubblico e la verità storica rimasero mutilate per decenni. L’amnistia del 1946 e i successivi provvedimenti di clemenza evitarono un processo al regime fascista come fu quello di Norimberga per il nazismo. Essi e la convergenza di numerosi interessi a dimenticare impedirono anche di affrontare i crimini di guerra commessi dagli italiani all'estero (nessun italiano venne estradato). La natura del conflitto civile del 1943-45 fu disputata per decenni, durante i quali l’idea che si trattò di una guerra civile si fece strada molto lentamente tra contrapposte contestazioni. I procedimenti giudiziari della gran parte dei crimini nazi-fascisti furono parimenti accantonati per decenni, così come venne accantonata la memoria dei bombardamenti e degli stupri di massa da parte delle forze alleate.
I provvedimenti post-bellici introdussero una differenza di inquadramento giuridico dei crimini di guerra. I cittadini (militari) tedeschi vennero perseguiti in base al Codice Militare di Guerra del 1941. I cittadini italiani vennero perseguiti in base alle norme dei due sopra richiamati decreti luogotenenziali del 1944, specificatamente destinati a perseguire i crimini fascisti. Il passo fondamentale fu l’introduzione del reato di collaborazionismo: gli attori di reati furono dunque definiti in funzione della collaborazione con le forze occupanti, e non in quanto attori autonomi.
La memoria del passato che prevalse per decenni esonerò gli italiani dalle peggiori responsabilità dei nazisti (come la Shoah); configurò giuridicamente le responsabilità dei fascisti come quelle di collaborazionisti con le forze occupanti; permise ai tanti associati col fascismo (incluso nell'apparato statale) di trovare posto nell'Italia repubblicana; consentì ai tanti italiani che non furono coinvolti direttamente con la resistenza di identificarsi in questa visione clemente del passato; e consentì anche di avvolgere nel silenzio la violenza sommaria della resa dei conti dopo la liberazione. Nel contempo, la memoria collettiva sia nazionale, sia locale è rimasta ferita e incompleta, in un terreno in cui hanno proliferato divisioni, ricostruzioni parziali e non corrispondenti ai fatti.
La riflessione sulla giustizia e sulla memoria rimane complessa. Il “dovere di memoria” ha spesso negato spazio al “diritto all'oblio”. Tuttavia, come ha fatto notare lo storico Guido Crainz, i traumi profondi e diffusi che lacerarono la società italiana durante il conflitto interrogano anche la necessità dell’oblio e di uno sguardo di “grandissima umanità anche nei tempi dell’odio”, per ricostituire il vivere civile.